# Desco da parto

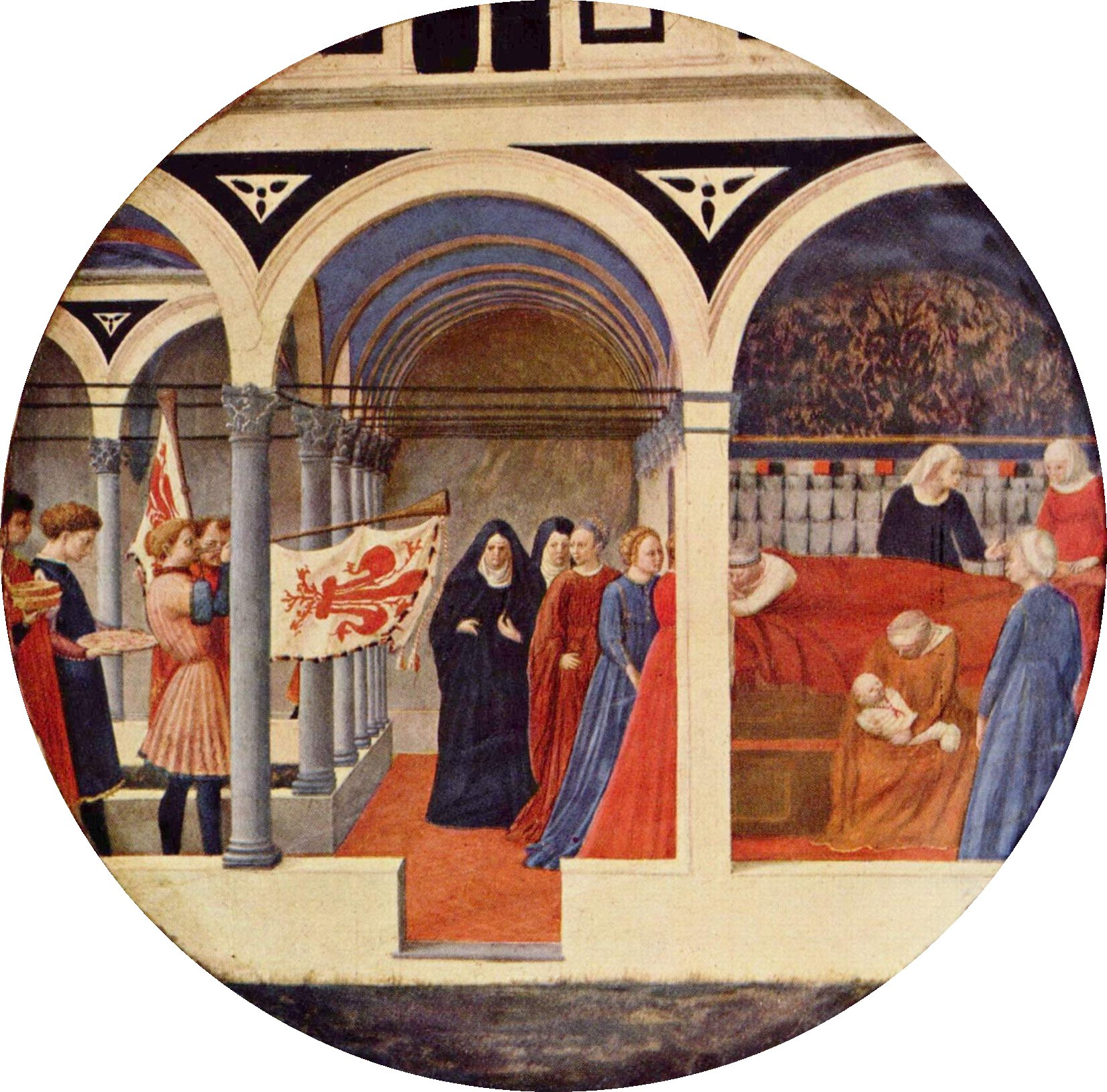
Masaccio, Desco da parto (1426), Berlino

Un desco da parto è un tondo dipinto su entrambi i lati che durante il Rinascimento veniva offerto come dono cerimoniale alle donne delle famiglie più abbienti che avevano appena partorito. Veniva usato come vassoio per portare le vivande alla nuova madre, finché si riposava a letto.

## Descrizione

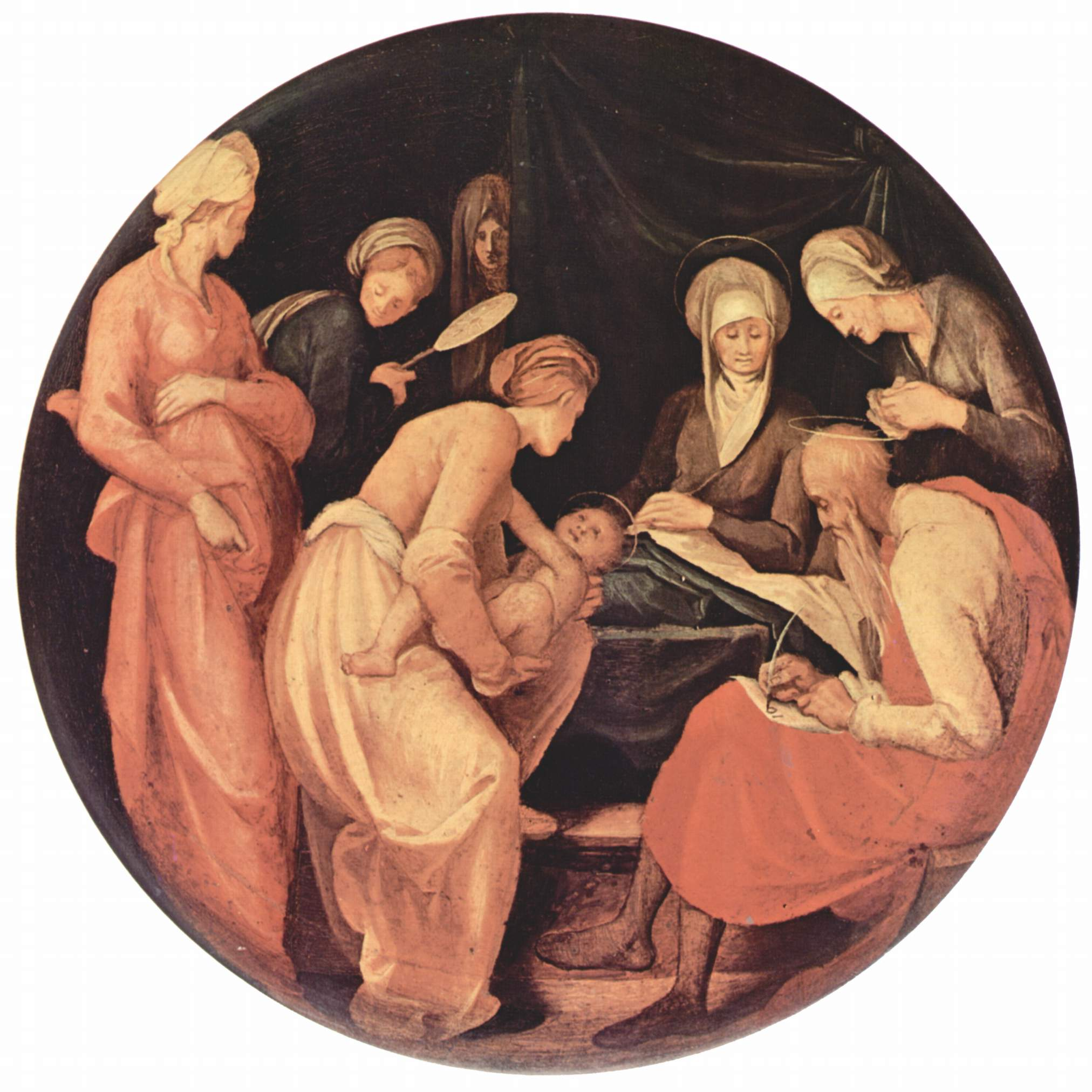
Pontormo, Desco da parto con Natività di san Giovanni Battista (1526), Uffizi

Il desco da parto (stessa radice di "disco") era un oggetto della vita quotidiana delle donne dell'alta società, soprattutto a Firenze, insieme al cassone nuziale. Il desco poteva essere appeso.
Spesso il desco veniva dipinto da un grande pittore e le scene raffigurate erano legate alla nascita in chiave religiosa (della Vergine, di San Giovanni battista, ecc.) o profana e non mancavano figure allegoriche, soggetti letterari (come I Trionfi di Petrarca). Il retro era di solito dipinto con simboli araldici o scene familiari.
La forma era quasi sempre tonda, più rari sono i deschi poligonali.
Il desco da parto venne in seguito sostituito dalla tazza da puerpera, o dal servizio da puerpera.
Esisteva anche il desco da nozze, che, regalato durante il matrimonio, era un augurio per la nascita dei figli.

## Opere e artisti
- Bartolomeo di Fruosino, Desco da parto, Metropolitan Museum of Art, New York[1]
- Lo Scheggia, il Trionfo della Fama sul recto e Armoriale delle famiglie Medici e Tornabuoni sul verso, offerto nel 1449 a Lucrezia Tornabuoni per la nascita di suo figlio Lorenzo de' Medici, Metropolitan Museum of Art, New York[2]
- Masaccio: Desco da parto con Natività e Putto con animaletto, Staatliche Museen, Berlino
- Pontormo: Natività di san Giovanni Battista per la nascita di Aldighieri della Casa (1526), Uffizi, Firenze
- Botticelli: desco con Adorazione dei Magi (1473-1474)
- Apollonio di Giovanni e Marco del Buono: Trionfo dell'amore, Victoria & Albert Museum, Londra[3]
- Domenico di Bartolo, desco da parto, collezione della Ca' d'oro
- Maestro del Giudizio di Paride del Bargello, desco da parto con Giudizio di Paride, Bargello, Firenze
- Anonimo, desco da parto con scena mitologica di Diana e Atteone, collezione E. Burnes Jones, Londra[4]
- Anonimo, desco da parto con  Davide e Golia, The Loyola University Museum of Art, Chicago[5]
- Il Sodoma desco da parto con Allegoria dell'Amore, già a Palazzo Chigi-Saracini (Siena), Museo del Louvre, Parigi
- Girolamo di Benvenuto, desco da parto con il Giudizio di Paride e al verso armoriale delle famiglie Bardi e Spinelli, Museo del Louvre, Parigi[6]
- Maestro della presa di Trento, desco da parto con il Trionfo di Venere, amata da sei amanti leggendari, Museo del Louvre, Parigi